# Sant Jolian de Bèc
Sant Jolian de Bèc (en francès Saint-Julia-de-Bec) és un municipi de la regió d'Occitània, al departament de l'Aude.